# Андрокл (сын Кодра)
Андро́кл (др.-греч. Ἄνδροκλος) — персонаж древнегреческой мифологии. Сын Кодра. Вывел колонию в Эфес. Согласно Страбону, изгнал карийцев и лелегов.
Согласно Павсанию, изгнал из страны лелегов и лидийцев, заключил союз с жившими около святилища Артемиды. Захватил Самос. Отправился защищать жителей Приены против карийцев, греки победили, но Андрокл был убит. Могила в Эфесе.
Его потомков называли царями.
Потомком Андрокла был философ Гераклит.